# Фрідолін Зеккінгенський
Святий Фрідолін Зеккінгенський (нім. Fridolin von Säckingen), також відомий як Фрідольд або Фределінус, — легендарний ірландський місіонер, апостол алеманів та засновник Зеккінгенського абатства на Верхньому Рейні. Також він є покровителем швейцарського кантону Гларус.
Його найдавніший біографічний трактат датується X або XI століттям. Пізніша традиція датує початок його місії до правління Хлодвіга I (правив 509—511), а його смерть — до правління Теодеберта I (прав. 533—548). Датою його смерті традиційно називають 6 березня 538 або 540 року. Сучасна історіографія схильна відносити засновника абатства Зеккінген до VII, а не до VI століття, попередньо припускаючи існування святого Фрідоліна як реальної особи за часів Хлодвіга II (прав. 639—657), а не Хлодвіга I.

## Легенда

Фрідолін, церква Бетшванден

За «Життям», Фрідолін походив із знатної родини в Ірландії та спочатку був там місіонером. Після прибуття до Франції він прибув до Пуатьє, де, отримавши видіння, розшукав мощі святого Іларія та збудував для них церкву. Згодом святий Іларій з'явився йому уві сні та наказав вирушити на острів на Рейні, що на території алеманів. Послухавшись цього заклику, Фрідолін звернувся до Хлодвіга I, який дарував йому володіння досі невідомим островом, а звідти пройшов через «Геліон», Страсбург та Койру, заснувавши церкви в кожному районі на честь святого Іларія.
Нарешті, діставшись острова Зеккінген на Рейні, Фрідолін впізнав у ньому острів, який бачив уві сні, і приготувався побудувати там церкву. Однак мешканці берегів Рейну, які використовували острів як пасовище для своєї худоби, помилково прийняли Фрідоліна за крадія худоби і вигнали його. Після того, як він пред'явив дарчу Хлодвіга, йому дозволили повернутися і заснувати на острові церкву та монастир. Потім він відновив свою місіонерську діяльність. Він заснував «шотландський монастир» («Schottenstift») у Констанці та поширив свою місію на Аугсбург. Він помер 6 березня і був похований у Зеккінгені.
Зв'язок Фрідоліна з Гларусом ґрунтується на пізнішій легенді, доповненні XIII століття до «Життя» Бальтера під назвою «De Miraculis S. Fridolini». У цій легенді він навернув землевласника на ім'я Урсус (або Урсо). Після його смерті Урсус залишив свої землі в долині Лінт (пізніший кантон Гларус) Фрідоліну, який заснував численні церкви, присвячені святому Іларію Піктавійському. Брат Урсуса, Ландольф, відмовився визнати законність дару та привів Фрідоліна до суду в Ранквейлі, щоб довести своє право. Фрідолін зробив це, викликавши Урса з мертвих, щоб особисто підтвердити дар, що так налякало Ландольфа, що він також віддав свої землі Фрідоліну.

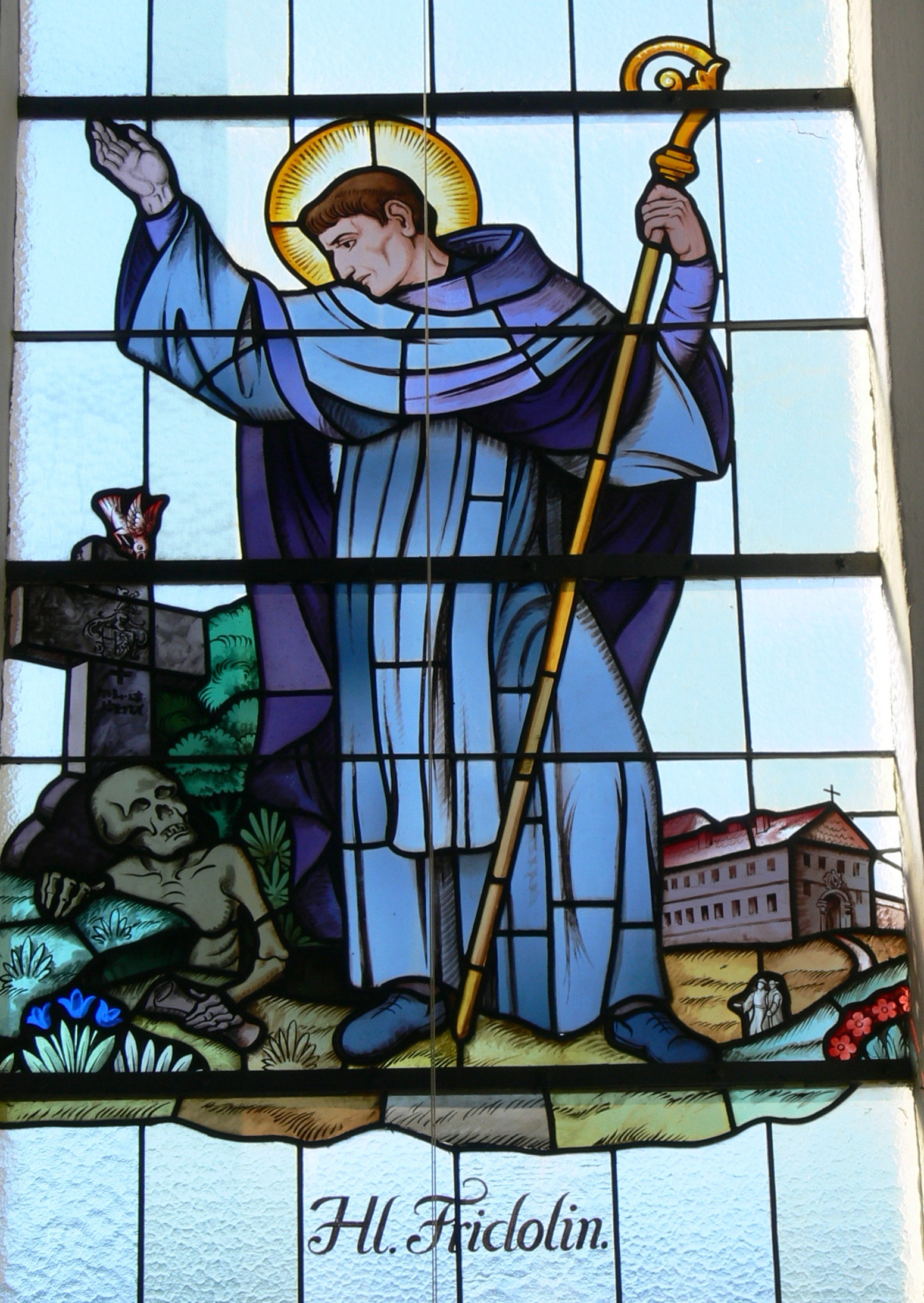
Фрідолін, Андельсбухська пфаркірхе

## Шанування
Існування монастирів, присвячених Іларію Піктавійському, в Едігер-Еллері, Діллерсмюнстері, Страсбурзі та Курі, а також у Зеккінгені, вказує на тенденцію шанування Іларія у VII столітті, коли алеманни були фактично християнізовані. Фрідолін був представником цього руху. Мощі самого Фрідоліна шанують у Зеккінгені. Його культ засвідчено з кінця IX століття, хоча його ім'я відсутнє у списку святих Ноткера Бальбулуса (помер 912 року). Петрус Даміані (близько 1060 року) називає святого Фределіном.

### Іконографія
Іконографія Фрідоліна сильно вплинута пізнішою легендою про Урсуса, записаною в XIII столітті, а його атрибутом є скелет Урсуса. Шанування Фрідоліна в Гларусі можна простежити до часів, коли долина належала абатству Зеккінген, ймовірно, з IX століття.

## Нотатки
1. ↑  Ідентифіковано з певною впевненістю як Еллер на Мозелі. Церква району Еллер у сучасному місті Едігер-Еллер завжди була присвячена святому Гіларію.
2. ↑  Неідентифікований, але, можливо, той самий, що згаданий вище Гелера.